# Bouvelinghem
Bouvelinghem település Franciaországban, Pas-de-Calais megyében. Lakosainak száma 255 fő (2022. január 1.). Bouvelinghem Quercamps, Seninghem, Acquin-Westbécourt, Alquines és Coulomby községekkel határos.

## Népesség
A település népességének változása:
| Lakosok száma | 228  | 209  | 218  | 219  | 229  | 238  | 246  | 251  | 255  |
|               | 2013 | 2015 | 2016 | 2017 | 2018 | 2019 | 2020 | 2021 | 2022 |